# Finstral
Finstral S.p.A. è un’azienda italiana fondata nel 1969 ad Auna di Sotto, nel comune di Renon, Bolzano, specializzata nella progettazione e produzione di finestre, porte, facciate continue, verande e altri sistemi per l’edilizia residenziale. 

## Storia aziendale
Finstral nacque nel 1969 per iniziativa di Hans Oberrauch e Max Lintner, che fondarono la Finstrahl OHG con l’obiettivo di produrre finestre e porte in PVC. Inizialmente utilizzarono profili in plastica forniti da altri produttori, ma ben presto svilupparono un sistema di profili proprietario. L’estrusione dei primi profili avvenne in collaborazione con l’azienda italiana Pozzi. 
Nel 1972 introdusse la tecnica di montaggio a scorrimento, che permetteva la sostituzione di una finestra in circa due ore, senza lavori murari aggiuntivi. Questa metodologia, innovativa per l’epoca, venne in seguito raccomandata anche dall’Institut für Fenstertechnik (ift) di Rosenheim, con cui Finstral instaurò una collaborazione duratura.
Nel 1981 Finstral avviò la produzione autonoma dei profili in PVC presso il proprio stabilimento di estrusione a Weber im Moos, sull’altopiano del Renon, in Alto Adige. I profili così realizzati costituiscono ancora oggi la base del sistema impiegato dall’azienda. Nello stesso anno ricevette il marchio di qualità tedesco RAL per il montaggio di finestre e porte, riconoscimento che ne attestò la conformità ai più alti standard del settore. In quegli stessi anni, l’azienda acquisì una licenza per la produzione di superfici effetto legno da imprimere direttamente sulla superficie dei profili in PVC, anticipando le tendenze estetiche e funzionali del mercato. Finstral sostenne inoltre l’iniziativa dell’ift per la promozione del sistema di montaggio a due stadi con controtelaio preassemblato, divenuto poi una prassi tecnica di riferimento nel settore.
Nel corso degli anni Ottanta e Novanta, Finstral ampliò la propria offerta includendo porte scorrevoli, porte d’ingresso, verande, pareti vetrate, persiane e zanzariere. In parallelo, avviò un processo di internazionalizzazione che la portò ad aprire stabilimenti e filiali in Germania, Austria, Francia, Benelux, Spagna, Svizzera e Repubblica Ceca.
A partire dal 2016 inaugurò showroom monomarca in tutta Europa con il nome di Finstral Studios, affiancati da spazi più ampi condivisi con partner selezionati, noti come Finstral Partner Studios. Nel 2022, l’azienda gestiva 26 Finstral Studios diretti e circa 250 studi partner in tutta Europa.
Tra il 2008 e il 2023 potenziò l’impianto di Oppeano, Verona, trasformandolo in un polo tecnologicamente avanzato con automazione Industry 4.0 e soluzioni di efficienza energetica. Nel 2025 completò anche un nuovo stabilimento produttivo nei pressi di Saragozza, in Spagna.

## Prodotti
Finstral controlla l’intero ciclo produttivo: dalla progettazione dei profili all’estrusione del PVC, dalla produzione del vetro isolante all’assemblaggio finale. Tutti i componenti (profili, vetri, ferramenta, accessori) vengono realizzati internamente, consentendo un controllo completo sulla qualità e sulla filiera.
L’assortimento comprende finestre, porte scorrevoli, porte d’ingresso, verande, pareti vetrate, ma anche persiane, avvolgibili e zanzariere, disponibili in diverse esecuzioni e in numerosi materiali: PVC, alluminio, legno o ForRes, un materiale composito innovativo ottenuto mescolando i residui della lavorazione dei profili in PVC con bucce di riso.
Tra i prodotti di punta figurano:
- Cristal, una linea di design “tutto vetro” senza cornici visibili,
- Nova-line, con anta incollata e profili completamente a scomparsa,
- FIN-Project, un sistema modulare che consente massima flessibilità nella configurazione dei serramenti.

L’intera produzione si basa sul principio della modularità, che permette miliardi di combinazioni tra materiali, colori, forme, aperture e finiture, garantendo un alto grado di personalizzazione estetica e prestazionale.

## Stabilimenti
- stabilimento Weber im Moos, Alto Adige, dal 1980, estrusione profili
- stabilimento Cortaccia, Alto Adige, dal 1982, finestre ed estrusione profili
- magazzino centrale Cortaccia, Alto Adige, dal 2002, magazzino e lavorazione profili
- stabilimento Scurelle, Trentino, dal 1978, finestre e vetri isolanti
- stabilimento Sciaves, Alto Adige, dal 1986, finestre
- stabilimento Oppeano, Verona, dal 2008, finestre e vetri isolanti
- stabilimento Borgo, Trentino, dal 2000, finestre e portoncini in alluminio
- stabilimento Funes, Alto Adige, dal 1991, portoncini e pannelli
- stabilimento Collalbo, Alto Adige, dal 2014, verande e pareti vetrate
- stabilimento Barbiano, Alto Adige, dal 1994, persiane
- Finstral GmbH Gochsheim, Baviera (Germania), dal 1995, finestre e vetri isolanti
- stabilimento Bad Lauterberg, Bassa Sassonia (Germania), dal 1979, finestre
- stabilimento Greiz, Turingia (Germania), dal 1991, finestre e finestre in alluminio
- stabilimento Altenburg, Turingia (Germania), dal 2012, avvolgibili
- stabilimento Saragozza, Spagna, dal 2025